# 青緑6号
青緑6号（あおみどり6ごう）は、日本国有鉄道（国鉄）が定めた色名称の1つである。

## 概要
国鉄部内の慣用色名称は「鉄色」である。マンセル値は「4.2BG 1.9/3.4」。
大阪鉄道管理局では、1983年に欧風客車「サロンカーなにわ」を登場させるにあたって、それまで車体外部色としては使用されておらず、かつ上品な色を外部色とすべく検討した。東京南鉄道管理局の「サロンエクスプレス東京」では、塗装部品などに使用されていた赤7号を採用したが、大阪鉄道管理局では新しい色を調色することとなり、地色として採用されたのが本色である。
その後、千葉鉄道管理局がお座敷列車「なのはな」を登場させるにあたり帯色として採用した。また国鉄末期に製造されたキハ185系の帯色としても採用された。国鉄時代の採用例は以上の3件のみと少ない。

## 使用車両
- 国鉄14系客車 - 「サロンカーなにわ」
- 国鉄165系電車 - 「なのはな」
- 国鉄キハ185系気動車

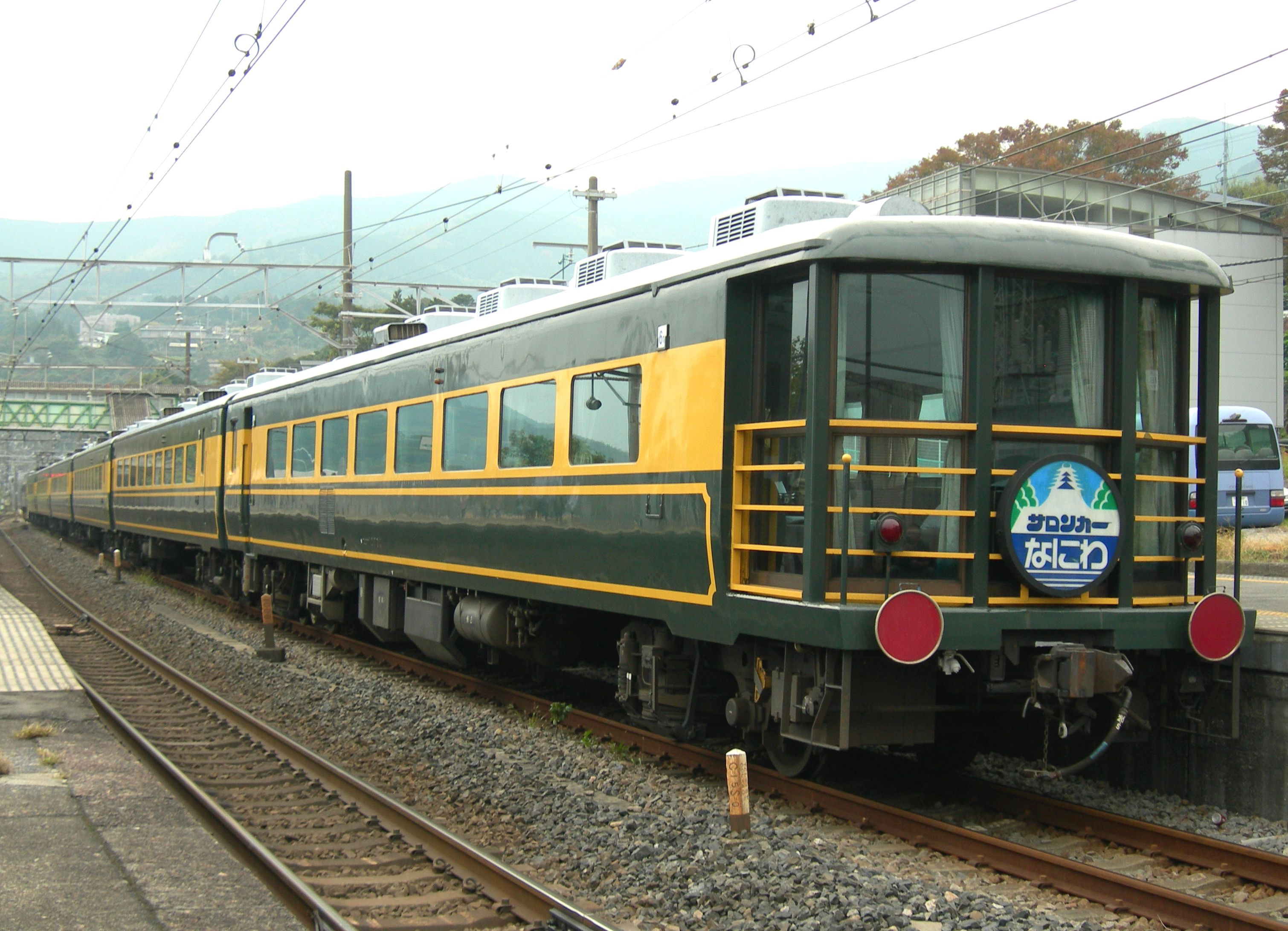
青緑6号を地色とした欧風客車「サロンカーなにわ」
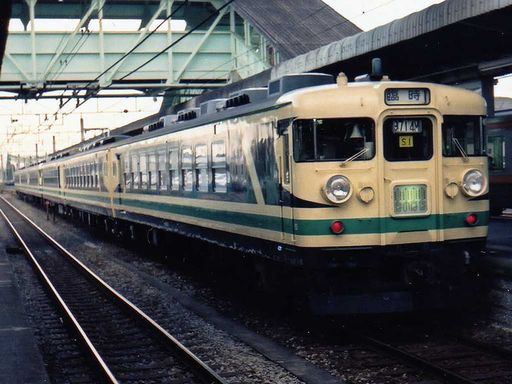
青緑6号の帯を巻いたお座敷列車「なのはな」
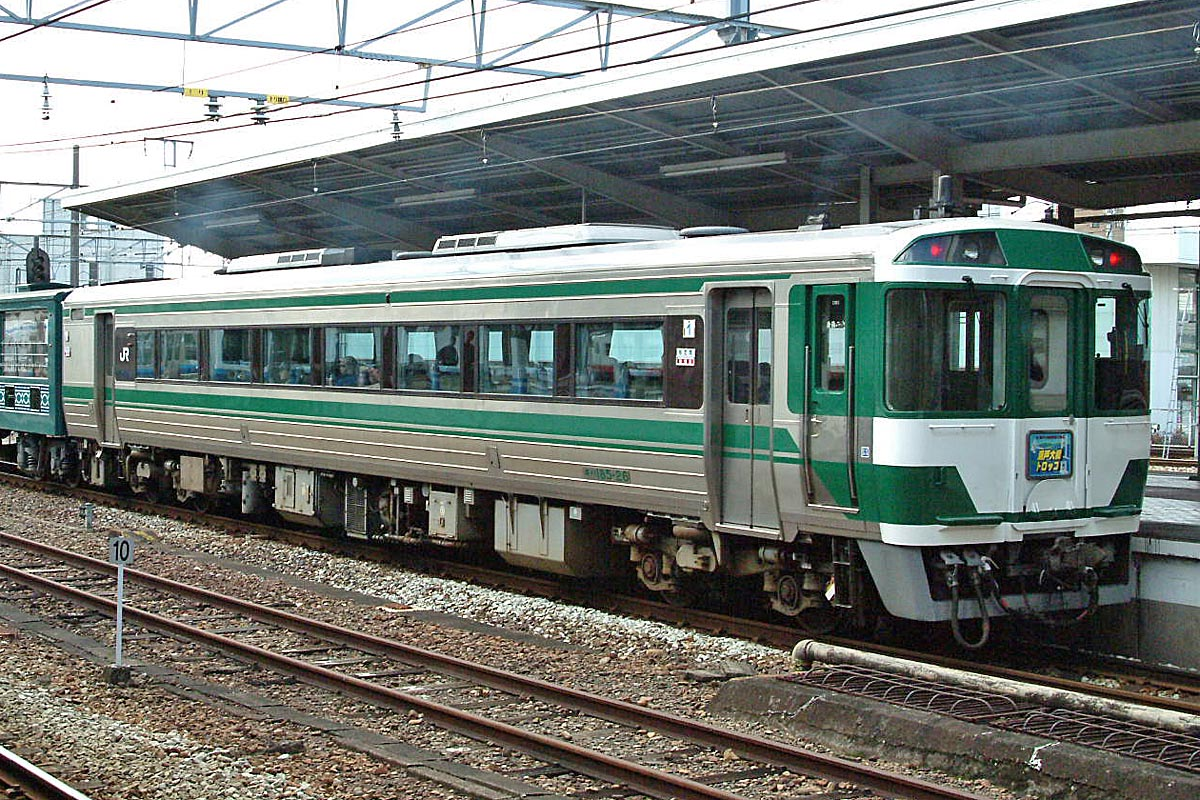
青緑6号の帯を巻いたJR四国キハ185系

## 近似色
- 緑
- 近鉄15400系「かぎろひ」の地色。